# Tim McGraw (노래)
‘Tim McGraw’는 미국의 싱어송라이터 테일러 스위프트의 노래로, 2006년에 발매한 첫 정규 음반 “Taylor Swift”에 수록되어 있다. 스위프트와 리즈 로즈가 작사와 작곡을 맡았으며, 네이선 채프먼이 프로듀싱을 담당하였다. 2006년 6월 19일 빅 머신 레코드를 통하여 음반의 리드 싱글이자 스위프트의 가수 경력 상 첫 싱글로 발매하였다. 스위프트는 고등학교 1학년일 당시 사귀고 있던 선배 남자친구가 대학교로 가면서 헤어질 것을 예상하면서 ‘Tim McGraw’를 썼다. 음악적으로는 전통 컨트리 음악과 현대 컨트리 음악을 섞은 장르이며, 가사에서는 과거의 관계에 대해 여러가지를 나열하며, 그 중 하나가 컨트리 음악가 팀 맥그로의 음악이라는 이야기를 담고 있다.
‘Tim McGraw’는 상업적으로 큰 성공을 거두었다. 미국 빌보드의 핫 100 차트와 핫 컨트리 송 차트에서 여러 주 동안 머물렀으며, 각각 40위와 6위까지 순위에 올라갔다. 또한 발매 후부터 200만이 넘는 판매량을 기록하면서 미국 음반 산업 협회(RIAA)로부터 더블 플래티넘을 인증 받았다. 노래의 뮤직 비디오는 트레이 팬조이가 감독하였으며, 스위프트가 호숫가에 누운 채로 사랑했던 이에 관한 회상을 하는 것으로 구성되어 있다. ‘Tim McGraw’는 라디오 투어 및 여러 곳에서의 공연을 통해 홍보를 진행하였다. 또한 스위프트는 다양한 컨트리 음악가의 콘서트 투어에서 오프닝 공연을 맡았으며, 이후 두 번째 정규 음반 발매 이후 진행한 첫 콘서트 투어인 Fearless Tour의 세트리스트에 포함시켰다.

## 평가

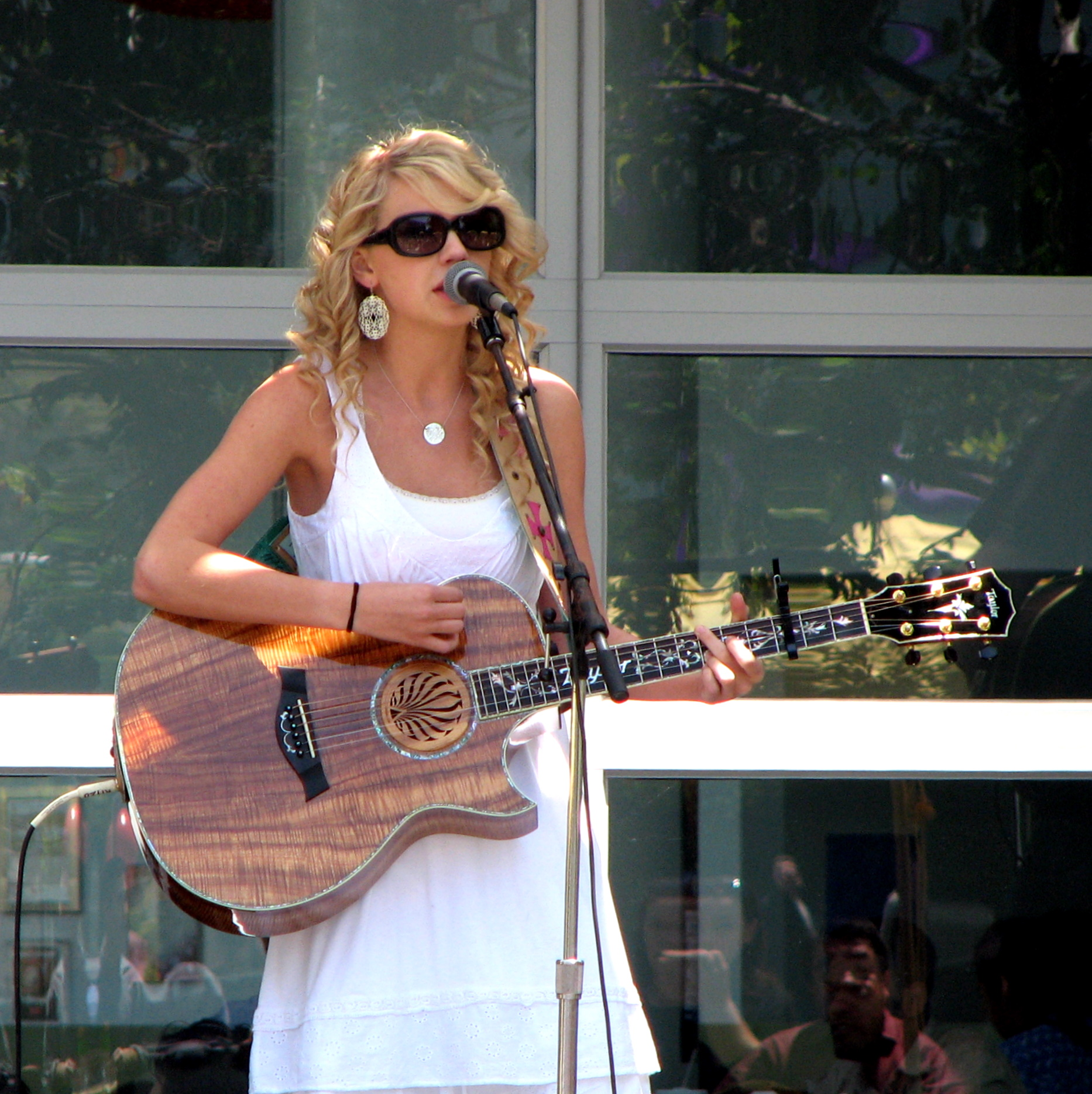
스위프트가 어쿠스틱 기타와 함께 2007년 야후! 헤드쿼터에서 ‘Tim McGraw’를 노래하는 모습.

‘Tim McGraw’는 음악 평단으로부터 호평을 받았다. 잡지 블렌더의 롭 셰필드는 노래에 대해서 "세게 부딪힌 보석"이라고 묘사하였다. About.com의 션 둘리는 스위프트의 보컬 전달력에 있어서 "부드러우면서 감정을 자극하는" 목소리라고 표현을 하며 칭찬하였다. 슬랜트 매거진의 조너선 키피는 ‘Tim McGraw’가 "오래전부터 검증되어온 서사와 [...] 거대한 팝 훅"을 따른 느낌이라고 언급하였다. 올뮤직의 제프 타마킨은 스위프트의 보컬 전달력에 대하여 노련한 프로의 노래와 똑같다고 이야기를 하며, "무시할 수 없는 재능"을 가졌다고 평하였다. 또한 “Taylor Swift”의 하이라이트 부분으로 ‘Tim McGraw’를 선정하면서 "수없이, 그리고 다양하게 사용되어 왔던 장치이나 [...], 원래의 개념과는 다른 훅을 사용하면서 노래를 성공적으로 만들어냈다"고 언급하였다. 컨트리 스탠더드 타임의 릭 벨은 "스위프트는 실연과 팀 맥그로를 애타게 그리워하면서도, 다른 사람들이 자신을 찬양하는 것을 보게 될 것 같은 인상적인 데뷔작이다."라고 호평하였다. 팝매터스의 로저 홀런드는 레이철 프록터의 ‘Me and Emily’와 줄리 로버츠의 ‘Break Down Here’과 함께 "최근 몇 년 간 최고의 컨트리 싱글을 뽑아보라고 하면 생각날 곡"이라고 언급하며 ‘Tim McGraw’에 찬사를 보냈다. 이어서 스위프트의 보컬 능력에 대해도 "완벽하다"고 말하며, 음반 전체를 끌고갈 만큼이라고 말하였다. 하지만 홀런드는 노래의 제목에 대해서는 부정적인 견해를 드러냈다.

## 수상
| 연도 | 기관            | 부문                           | 결과 | 출처  |
| ---- | --------------- | ------------------------------ | ---- | ----- |
| 2007 | BMI 어워드      | Award-Winning Songs            | 수상 | [ 7 ] |
| 2007 | CMT 뮤직 어워즈 | Breakthrough Video of the Year | 수상 | [ 8 ] |

## 트랙 리스트
- 미국 CD 싱글

1. "Tim McGraw" – 3:54
2. "Tim McGraw" (radio edit) – 3:41
3. "Tim McGraw" (instrumental) – 3:54
4. "Tim McGraw" (enhanced video) – 4:02

## 차트
| 차트 (2006–2007)           | 최고 순위 |
| -------------------------- | --------- |
| 캐나다 컨트리 (빌보드)     | 10        |
| 미국 빌보드 핫 100         | 40        |
| 미국 핫 컨트리 송 (빌보드) | 6         |

| 차트 (2007)                | 순위 |
| -------------------------- | ---- |
| 미국 핫 컨트리 송 (빌보드) | 59   |

## 인증
| 국가                               | 인증        | 판매량/출하량 |
| ---------------------------------- | ----------- | ------------- |
| 미국 (RIAA)                        | 2× 플래티넘 | 2,000,000     |
| 판매량+스트리밍을 기반으로 한 인증 |             |               |